# 2019-es debreceni önkormányzati választás
2019. október 13-án Magyarországon, és ezáltal Debrecenben is önkormányzati választást tartottak. A városban a hivatalban lévő polgármester, Papp László és a Fidesz-KDNP fölényes győzelmet aratott.
| Polgármesterjelölt      | Papp László     | Varga Zoltán                                          | Kőszeghy Csanád Ábel | Rigó István   |
| Párt:                   | Fidesz-KDNP     | Debreceni Demokraták (DK-MSZP-Párbeszéd-Szolidaritás) | Momentum-Jobbik-LMP  | Civil Fórum   |
| ----------------------- | --------------- | ----------------------------------------------------- | -------------------- | ------------- |
| Polgármester-választás: | 61,77% (35 029) | 21,54% (12 215)                                       | 12,06% (6 841)       | 4,62% (2 621) |
| Közgyűlési mandátumok:  | 23 / 32         | 4 / 32                                                | 3 / 32               | 2 / 32        |

## Előzmények
A kormányzó Fidesz-KDNP 1998 óta irányítja a várost. 1998 és 2014 között Kósa Lajos volt Debrecen polgármestere. A 2014-es választáson a kormánypártok a korábbi alpolgármestert, Papp Lászlót indították, aki megnyerte a választást. A Fidesz-KDNP a korábbi választási sikere miatt így a hivatalban lévő polgármestert indította. Az ország más nagyvárosaival ellentétben az ellenzéki pártok nem tudtak teljeskörűen összefogni Debrecenben, ezért a Demokratikus Koalíció Varga Zoltán, a Jobbik pedig Kőszeghy Csanád Ábel személyében külön polgármestejelöltet indított. Varga mögé a baloldali pártok, míg Kőszeghy mögé a Momentum és az LMP állt be. A Civil Fórum Rigó Istvánt indította.

## Kampány
A kampányidőszak nyár eleji kezdetekor már kiderült, hogy az ellenzék külön indul Debrecenben. Az MKKP erős ambíciókkal vágott neki a választásnak, Debrecent a Kárpátokig akarták kitolni, lakosságát pedig 1 000 000 főre emelni, de végül a párt nem tudott elindulni a választáson. A Varga Zoltánt támogató pártokat tömörítő Debreceni Demokraták 2019 augusztus 15-én tették közzé hétfejezetes, és harmincpontos választási programjukat . A programban többek között gondoskodó és élhető várost ígértek, illetve a közlekedés átalakítására helyezték a hangsúlyt. Augusztus 24-én a Momentum, a Jobbik, és az LMP "Ébresszük fel Debrecent!" címmel tett közzé választási programot, melyben a közlekedés, a szociális kérdések, az egészségügy, és a zöld város, környezetvédelem koncepciója kapta a legnagyobb figyelmet . Legkésőbb a Fidesz jelentetett meg programanyagot, igaz, nem hivatalos programot, hanem ŐrVáros címmel kampánymagazint. A 16 oldalas, A!-es formátumú nyomtatványt minden debreceni lakoshoz eljuttatták, amely több ígéreten kívül egy ötoldalas interjút is tartalmazott a polgármesterrel. A kampányújságban megjelent egy "Szavazzon a stabilitás, biztonság és fejlődés programjára!" felszólítás is, annak ellenére, hogy a Fidesz-KDNP nem jelentetett meg programot. Az ellenzék részéről többször is kampánytéma volt a korrupció kérdése. Október elején a bíróság úgy döntött, hogy a kormánypártoknak el kell távolítaniuk egy illegálisan kihelyezett plakátot, ami Varga Zoltán feljelentésének következménye volt. A Jobbik és a Momentum kritizálta a Fideszt a Bem tér elmaradt felújítása miatt, és zöldítést ígért. A kampány során többször is felmerült egy polgármesterjelölti vita igénye, és egy felmérés szerint a lakosság 89%-a támogatta volna a megrendezését, köztük a Fidesz táborának jelentős része is. Végül a kezdeményezés kudarcot vallott. 